# Turin

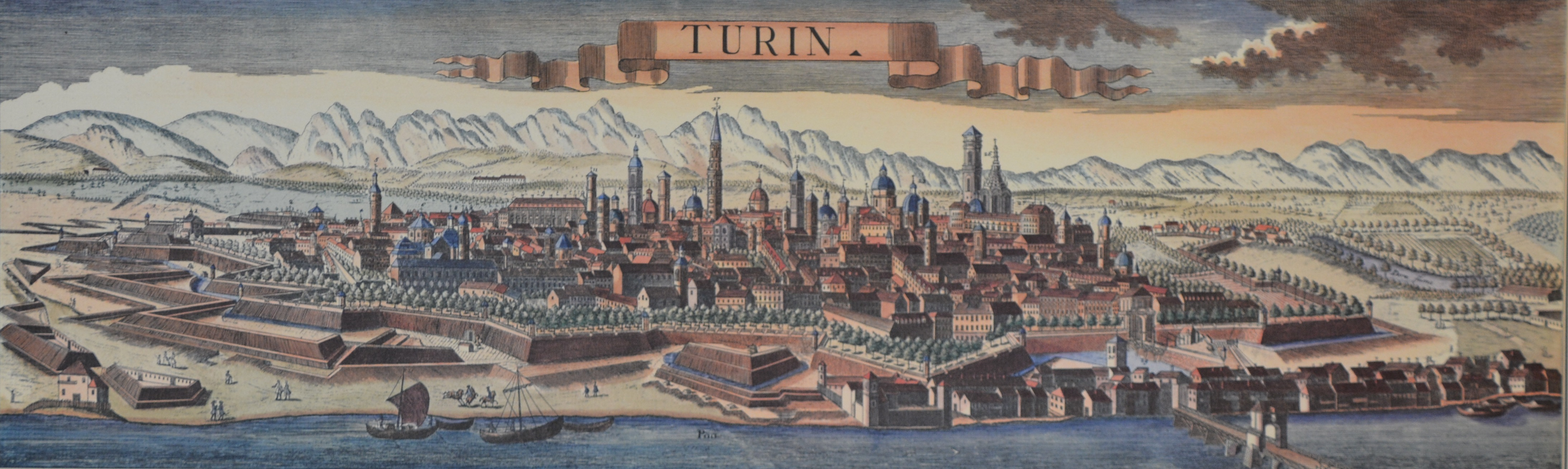
Turin, troligen på 1400-talet.

Turin (lyssna (fil), italienska: Torino lyssna (fil)) är en stad och kommun i norra Italien. Den är huvudstad i regionen Piemonte och huvudort i storstadsregionen Turin, (före 2014 provinsen Turin). Turin är stadens namn på piemontesiska.
Kommunen hade 882 523 invånare (2017). I Stor-Turin bor ungefär 1,7 miljoner, och är därmed Italiens fjärde största stad. Staden var värd för de olympiska vinterspelen 2006.

## Historia

### Bakgrund
Platsen började bebos i förromersk tid av det keltoliguriska folket tauriner. Folket fick sitt namn från det keltiska ordet för berg – tau – och det är härifrån stadens namn kan härledas. De keltiska folken bodde norr om Po, medan ligurerna bodde söder om floden; området runt det blivande Turin var sålunda en mötesplats mellan två folk som kom att beblanda sig med varandra.
Kring vår tideräknings början grundlades en romersk koloni vid namn Augusta Taurinorum på platsen. Platsen valdes strategiskt vid handelsleden Via Postumia på vilken handelsvaror transporterades från Alperna via dalgångarna Aosta och Susa till Milano och Verona. Staden bär fortfarande spår av den typiska romerska stadsstrukturen med rätvinkliga gator som bildar kvarter. Quartiere Romano är den äldsta stadsdelen, grundad år 28 f.Kr. av kejsar Augustus. Turin rymde vid den här tiden omkring 5 000 invånare som alla bodde innanför stadens höga stadsmurar.

### Medeltiden
Efter romarrikets fall på 400-talet e.Kr. lade de germanska langobarderna staden under sig. År 589 uppträdde den första hertigen av Turin, en Agilulfo som två år senare även utnämndes till langobardernas kung. Därefter var Arioaldo (cirka 590), Garibaldo (660) och Raginperto (671) några andra hertignamn.
I slutet av 700-talet kom Turin och övriga delar av Norditalien att bli del av det expanderande Frankerriket. På 1000-talet uppgick de (tidigare) langobardkontrollerade områdena i Tysk-romerska riket. Därefter kom staden att successivt inlemmas i huset Savojens intressesfär.
Från 1280-talet lydde staden under huset Savojen, och i mitten av 1300-talet beräknas Turin ha haft cirka 20 000 invånare. Rikets centrum kom med åren att sakta förflyttas söderut, och 1563 blev Turin huvudstad för Savojen (sedermera kungariket Sardinien). Redan år 1459 hade dock Savojens högsta domstol förlagts till Turin, som ett tecken på stadens alltmer centrala plats i riket.

### Huvudstad och strider
Turins upphöjelse till savojardisk huvudstad skedde efter en lång tids ockupation (1536–62) av området av franska trupper, under den långa fransk-habsburgska konflikten. Den franska ockupationstiden innebar stora skador på stadens arkitektur, och med rivandet av både den romerska amfiteatern och stadens murar.
Efter den franska tiden skedde en stadsmässig renässans, där man reste många av stadens ståtliga palats och universitet i barockstil.
Även senare kom staden Turin dock att drabbas av krigsolyckor. 1640 invaderades området ånyo av fransmän, som del av trettioårigakriget, vilket ledde till att staden intogs och en ny regent tog över makten. 1706, under spanska tronföljdskriget, anlände en ny fransk belägringsstyrka. Den franska belägringen misslyckades dock denna gång. Efter kriget kom Savojen att tillhöra den segrande sidan, och efter freden i Utrecht kom Turin att bli huvudstad i Savojens större efterträdare kungariket Sardinien.
Under Napoleontiden invaderade fransmän ånyo, och hela Piemonte annekterades av Frankrike. Vid den senare restaurationen i samband med Wienkongressen (1815) gick kungariket Sardinien och Turin stärkta, och under de följande årtiondena kom Turin att fungera som centrum i de allt starkare försöken att upprätta ett italienskt rike. Under Italiens enande på 1860-talet kom Turin att fungera som Italiens första huvudstad åren 1861–1865.

### Industristad
1865 flyttades huvudstaden till Florens (och därefter till Rom), något som kom att få effekter på Turin. Stadens befolkning minskade samtidigt med cirka 30 000 personer. Istället kom staden, som redan hade ett stort antal mindre industrianläggningar, att utvecklas till ett av det enade Italiens viktigaste industristäder. 
Tidigt fanns tobaksmanufakturer och vapentillverkning i staden. Emellertid är det via bilindustrin och då fordonstillverkarna Lancia och Fiat som Turin blivit känd som industristad världen över. Fiat etablerades 1899 och Lancia 1906.

## Geografi

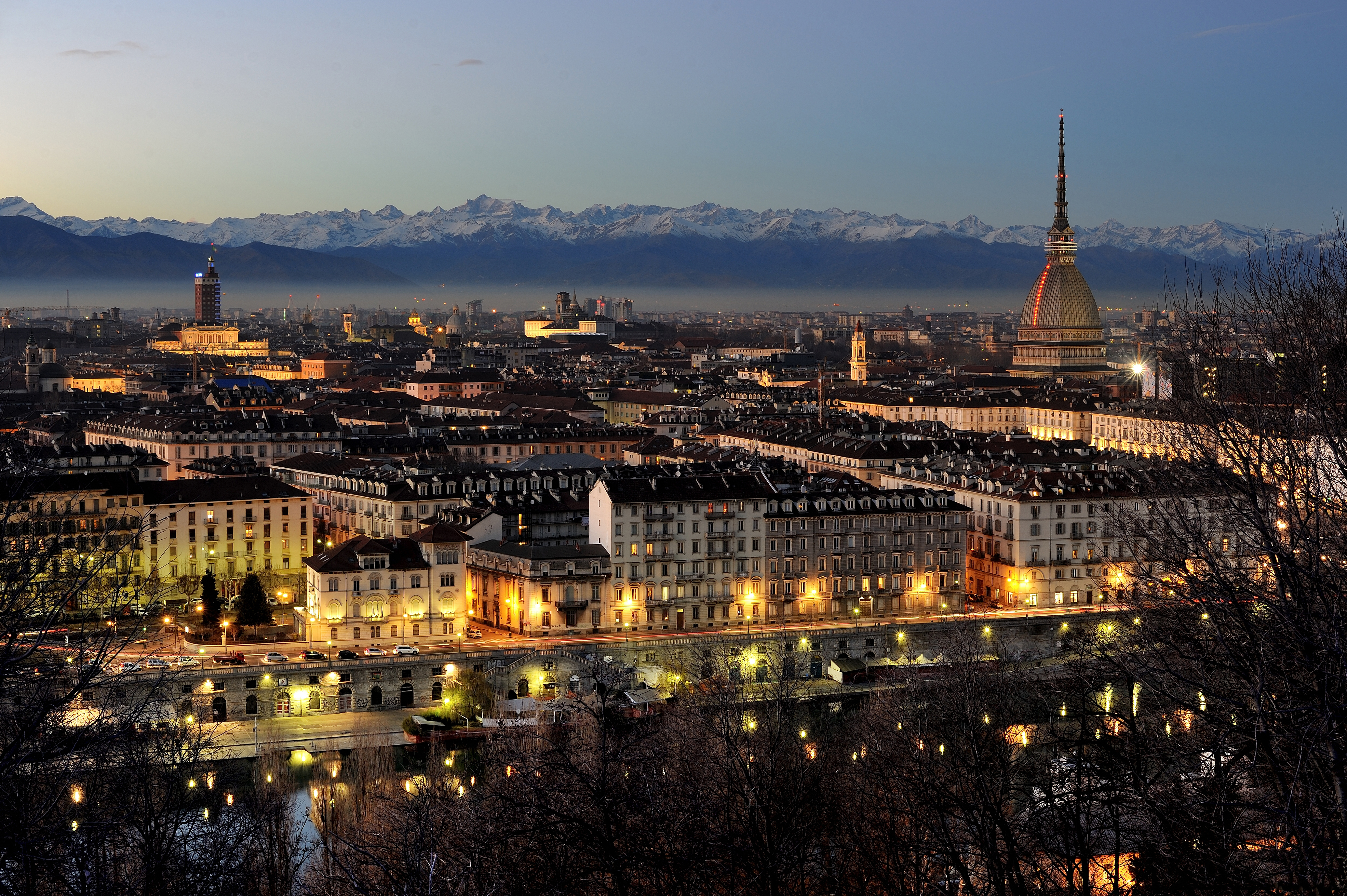
Turin kvällstid.

Turin är beläget i Italiens nordvästra hörn, vid floden Pos vänstra strand cirka 10 mil från såväl Frankrikes som Schweiz gränser. I norr och väster ligger Alperna och söder om staden finns Monferratos höjder. Tre stora floder flyter genom staden; det är tidigare nämnda Po samt dess bifloder Dora Riparia och Stura di Lanzo. Stadens centrum är beläget vid sammanflödet av Po och Dora Riparia, på cirka 240 meters höjd över havet.

### Demografi
Turin är Italiens fjärde största stad. Den hade år 2017 cirka 880 000 invånare inom stadskommunen och cirka 1,7 miljoner inklusive förorter. Storstadsregionen Turin, som 2014 administrativt ersatte provinsen Turin, har knappt 2,3 miljoner invånare.

### Klimat
Uppmätta normala temperaturer och -nederbörd i Turin:
|                                            | Jan  | Feb  | Mar  | Apr  | Maj  | Jun  | Jul  | Aug  | Sep  | Okt  | Nov  | Dec  |
| ------------------------------------------ | ---- | ---- | ---- | ---- | ---- | ---- | ---- | ---- | ---- | ---- | ---- | ---- |
| Normaldygnets maximitemperaturs medelvärde | 5,8  | 8,4  | 12,7 | 16,6 | 20,7 | 24,7 | 27,6 | 26,5 | 23,1 | 17,3 | 10,8 | 6,9  |
| Normaldygnets minimitemperaturs medelvärde | −3,3 | −1,1 | 2,1  | 5,6  | 9,9  | 13,8 | 16,3 | 15,7 | 12,6 | 7,2  | 1,8  | −2,3 |
|                                            |      |      |      |      |      |      |      |      |      |      |      |      |
| Nederbörd                                  | 40   | 53   | 77   | 104  | 120  | 98   | 67   | 80   | 70   | 89   | 76   | 42   |

| Diagram | temperaturer i °C • månadsnederbörd i mm | temperaturer i °C • månadsnederbörd i mm | temperaturer i °C • månadsnederbörd i mm | temperaturer i °C • månadsnederbörd i mm | temperaturer i °C • månadsnederbörd i mm | temperaturer i °C • månadsnederbörd i mm | temperaturer i °C • månadsnederbörd i mm | temperaturer i °C • månadsnederbörd i mm | temperaturer i °C • månadsnederbörd i mm | temperaturer i °C • månadsnederbörd i mm | temperaturer i °C • månadsnederbörd i mm | temperaturer i °C • månadsnederbörd i mm |
|         | 40 6 -3                                  | 53 8 -1                                  | 77 13 2                                  | 104 17 6                                 | 120 21 10                                | 98 25 14                                 | 67 28 16                                 | 80 27 16                                 | 70 23 13                                 | 89 17 7                                  | 76 11 2                                  | 42 7 -2                                  |

## Administration
Turin är indelat i 8 stadsdelar, även kallade för circoscrizioni; de motsvarar nödvändigtvis inte stadens historiska distrikter, som i vanligare fall går under namnen quartieri, rioni, borghi, borgate eller zone.
- Circoscrizione 1:  Centro – Crocetta
- Circoscrizione 2:  Santa Rita – Mirafiori Nord
- Circoscrizione 3:  San Paolo – Cenisia – Pozzo Strada – Cit Turin – Borgata Lesna
- Circoscrizione 4:  San Donato – Campidoglio – Parella
- Circoscrizione 5:  Borgo Vittoria – Madonna di Campagna – Lucento – Vallette
- Circoscrizione 6:  Barriera di Milano – Regio Parco – Barca – Bertolla – Falchera – Rebaudengo – Villaretto
- Circoscrizione 7:  Aurora – Vanchiglia – Madonna del Pilone
- Circoscrizione 8:  San Salvario (Torino) – Cavoretto – Borgo Po

Turins borgmästare väljs vart femte år. Stadens nuvarande borgmästare är Stefano Lo Russo (PD), som blev vald 2021.

## Ekonomi
Turin är en av Italiens viktigaste industristäder med speciellt mekanisk industri. I stadsdelen Mirafiori i södra Turin ligger bland annat Fiats huvudfabrik och huvudkontor; i staden tillverkas även Lancia. Turin är också en stor tillverkare av choklad. Det var för övrigt i Turin som man uppfann maskinen för att tillverka chokladkakor. Andra kända företag från Turin är Invicta, etablerat 1821, Lavazza, Martini, Kappa och chokladfabriken Caffarel.
Man brukar i Turin tala om begreppet dopo Fiat (efter Fiat). Vissa anser att Fiats dominerande ställning i Turins industriliv måste brytas och kompletteras med andra näringsgrenar.

## Kommunikationer
Stora satsningar på infrastruktur gjordes inför de olympiska spelen. Vägar, broar och järnväg byggdes ut och renoverades och en helt nytt tunnelbanesystem invigdes lagom till vinter-OS 2006.
Turin har också ett omfattande spårvägssystem och en nybildad (2007) förening som tar hand om trafikbolagets museispårvagnar.

### Flygplats
Turins flygplats, Caselle, även kallad Sandro Pertini, ligger i Caselle Torinese. Mellan Turin och flygplatsen går järnvägslinjen Turin–Lanzo Torinese och som avgår från stationen Dora.

### Motorvägar
Turin är en viktig motorvägsknut genom att fem motorvägar går via Turin. 
- A4 Turin–Milano–Trieste
- A5 Turin–Ivrea–Aosta
- A6 Turin–Savona
- A21 Turin–Piacenza–Brescia
- A32 Turin–Bardonecchia–Fréjustunneln

Det finns också två tangenziali (nord och syd) som formar ett C runt staden. Det finns två knutpunkter, en mot flygplatsen, Caselle Torinese, och en mot Pinerolo.

### Järnväg

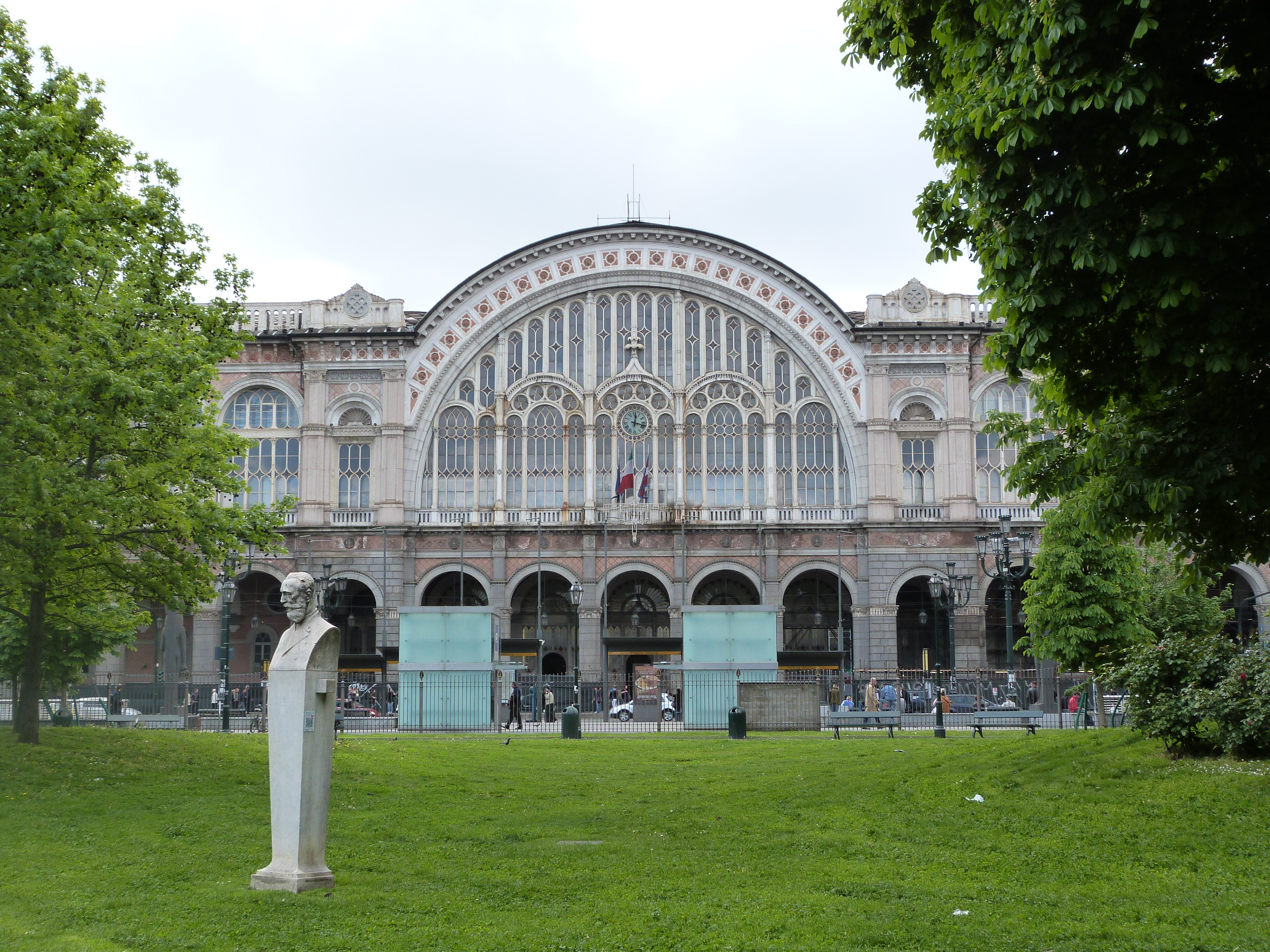
Torino Porta Nuova är en säckstation.

Turin är en viktig järnvägsknut. Följande är de viktigaste stationerna:
- Torino Porta Nuova, som är den största stationen i Turin och den tredje största i Italien räknat per passagerare.
- Torino Porta Susa och Torino Lingotto
- Torino Orbassano

Huvudlinjerna från Turin är
- mot Genua via Asti och Alessandria
- mot Milano via Novara och Vercelli
- mot Frankrike via Modane och Fréjustunneln (Mont Cenistunneln).

Det finns också mindre linjer mot Aosta, Cuneo, Savona, Pinerolo, Chieri, Lanzo Torinese och Rivarolo Canavese.
Andra mindre stationer är Torino Dora och Torino Stura.

## Utbildning

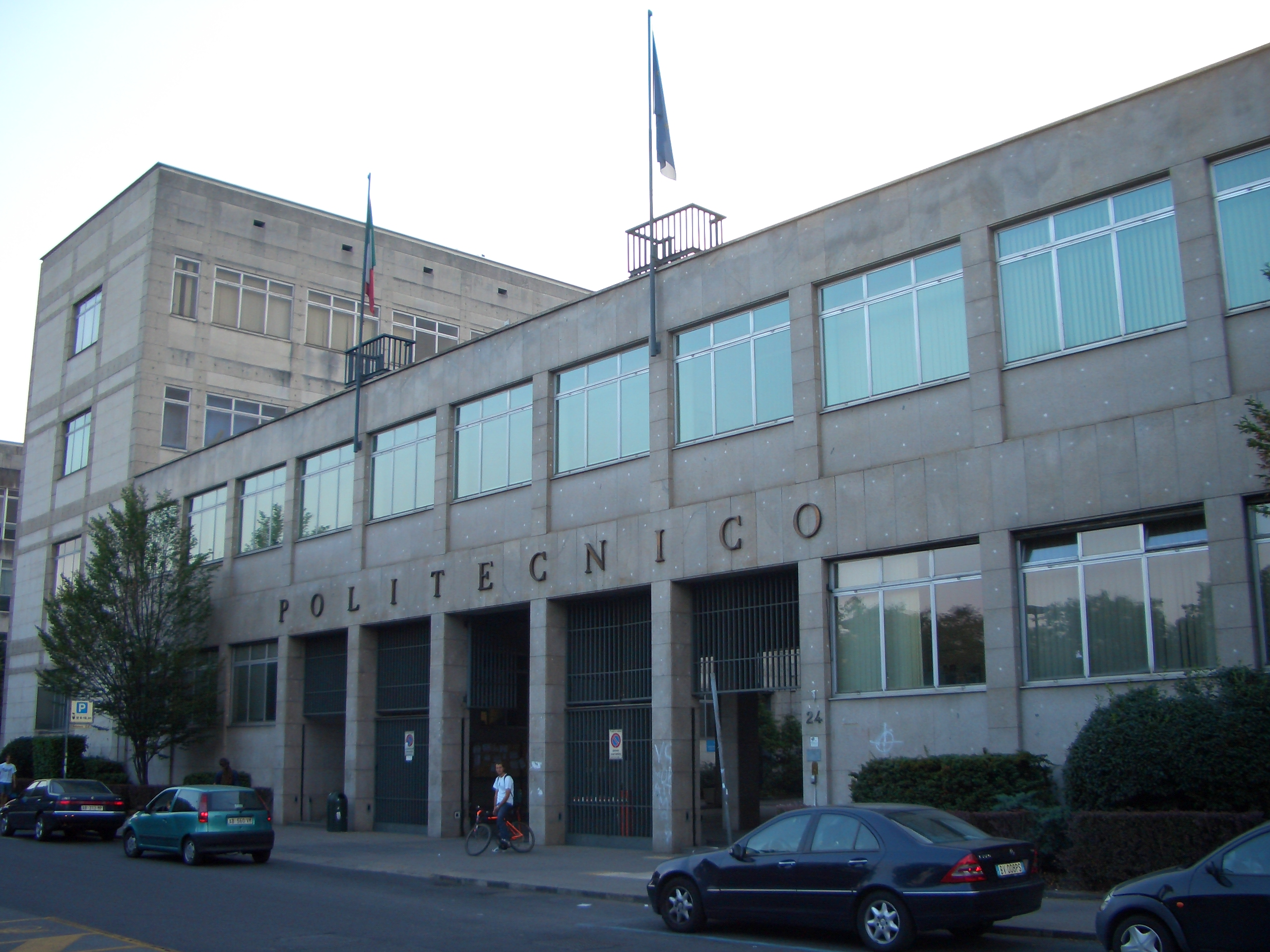
Politecnico di Torino

Det finns tre universitet i staden. Det äldsta är Università degli Studi di Torino (Turins universitet), vilket härstammar från 1400-talet, en period med instabilitet i Lombardiet, då föreläsare från universiteten i Pavia och Piacenza föreslog att det skulle upprättas ett lärosäte för högre utbildning i området. Valet föll på Turin på grund av stadens centrala läge, att där fanns ett kyrkosäte och att prinsen var villig att etablera ett universitet på sina landområden. På hösten 1404 kom det en påvlig bulla från motpåven Johannes XXIII som etablerade universitetet. Det blev formellt godkänt av både kejsaren och påven i Rom och fick flera påveliga privilegier.
I tidiga år plågades universitetet av omvälvanden i samband med pest i området. Universitetet var stängt i förbindelse med den franska ockupationen från 1536. År 1558 startade undervisningen igen vid Mondovì. Först år 1566 öppnade universitetet dörrarna igen i Turin.
Fram till andra hälften av 1600-talet hade universitetet en glansperiod. En serie med epidemier, svält och krig gjorde att institutionen först stagnerade och sedan krympte. År 1720 eller 1721 flyttade de in i en ny byggnad på Via Po, i centrum av Turin. Detta markerade begynnelsen av en ny uppgångsperiod. Under hertig Viktor Amadeus II blev också utbildningssystemet reformerat. Viktor menade att ett statligt styrt utbildningssystem var viktigt för att bygga upp en trofast härskarklass som kunde hjälpa honom att "bygga nationen". Nya studier, bland annat i italiensk retorik, och ett internat kompletterat med studieassistenter, gav universitetet ett rykte som påverkade utbildningsreformer i andra delar av Italien.
Krig mot Frankrike gjorde att universitetet var stängt från 1792 till 1799. Under det franska departementet Pô blev studierna reorganiserade år 1800. Universitetet blev det näst största i det franska kejsarriket, efter Paris. Efter Napoleon I:s fall blev universitetet återigen omorganiserat, nu efter gamla riktlinjer. I förbindelse med upproren 1821 blev universitetet också stängt for en tid.
På 1800-talet öppnades en mängd nya fakulteter och universitetet blomstrade trots stadens sjunkande invånarantal. År 1893 flyttades några av de naturvetenskapliga fakulteterna till Valentino-området. År 1923 blev universitetet statligt, som en del av en utbildningsreform som etablerade 21 statliga universitet i Italien.
Ett annat universitet i staden är Politecnico di Torino. Det stiftades år 1906, men har rötter i en ingenjörsskola som stiftades 1859.
Istituto Europeo di Design, som också har universitetsstatus, är representerat med en avdelning i Turin.

## Kultur
I staden förvaras den så kallade Svepduken i Turin, som har sagts vara Jesu liksvepning.

### Sport
Fotbollsklubben Juventus kommer från Turin och spelar sina hemmamatcher på Juventus Stadium med en kapacitet på drygt 41 000 åskådare. En annan klassisk fotbollsklubb i Turin är Torino Calcio, som spelar på Stadio Olimpico di Torino, en arena med plats för cirka 28 000 åskådare. Både Juventus damer och herrar, samt Torinos herrar spelar för närvarande i Italiens högsta division (serie A). Turin var värdort för Olympiska vinterspelen 2006 samt Paralympiska vinterspelen samma år. Huvudarenan för detta evenemang var Stadio Olimpico di Torino. Juventus äldre hemmaarena Stadio delle Alpi har rivits för att ge plats åt deras nya hemmaarena som stod färdig under 2011.

### Stadsplan och arkitektur
Ett regelbundet gatunät med rötter från antiken har fungerat som utgångspunkt för senare århundradens stadsutveckling. I slutet av 1500-talet inleddes en omvandling av staden till en barockstad, utifrån Turins medeltida slott och torgbygget Piazza Castello.
Bland de senare tillskotten i stadsbilden finns den före detta synagogan Mole Antonelliana, påbörjad 1863 och sin tids högsta italienska byggnad.
Monument
| - Castello del Valentino - Mole Antonelliana - Palazzo Reale di Torino - Giardini Reali di Torino - Basilica di Superga - Palazzo Madama e Casaforte degli Acaja - Porte Palatine | - Borgo medioevale (Torino) - Palazzo Cavour (Torino) - Palazzo Carignano - Palazzo Paesana di Saluzzo - Palazzo vecchio dell'Università - Palazzo di Città (Torino) - Palazzo Barolo | - Duomo di San Giovanni di Torino och Cappella del Guarini di Torino - Santuario della Consolata - Chiesa di San Filippo Neri - Chiesa dei Santissimi Martiri - Chiesa della Gran Madre - Lingotto - Cittadella di Torino |

Museer
| - Armeria Reale - Vetenskapscentret Experimenta - Galleria civica d'arte moderna e contemporanea di Torino - Galleria Sabauda di Torino - Lingotto - La pinacoteca Giovanni e Marella Agnelli | - Museo nazionale dell'artiglieria - Museo Nazionale dell'Automobile - Museo nazionale del Cinema - Museo egizio di Torino - Museo della montagna - Museo Pietro Micca | - Museo del Risorgimento - Museo della Sacra Sindone - Palazzo Madama - Residenze sabaude - Sacra di San Michele |

### Bildgalleri

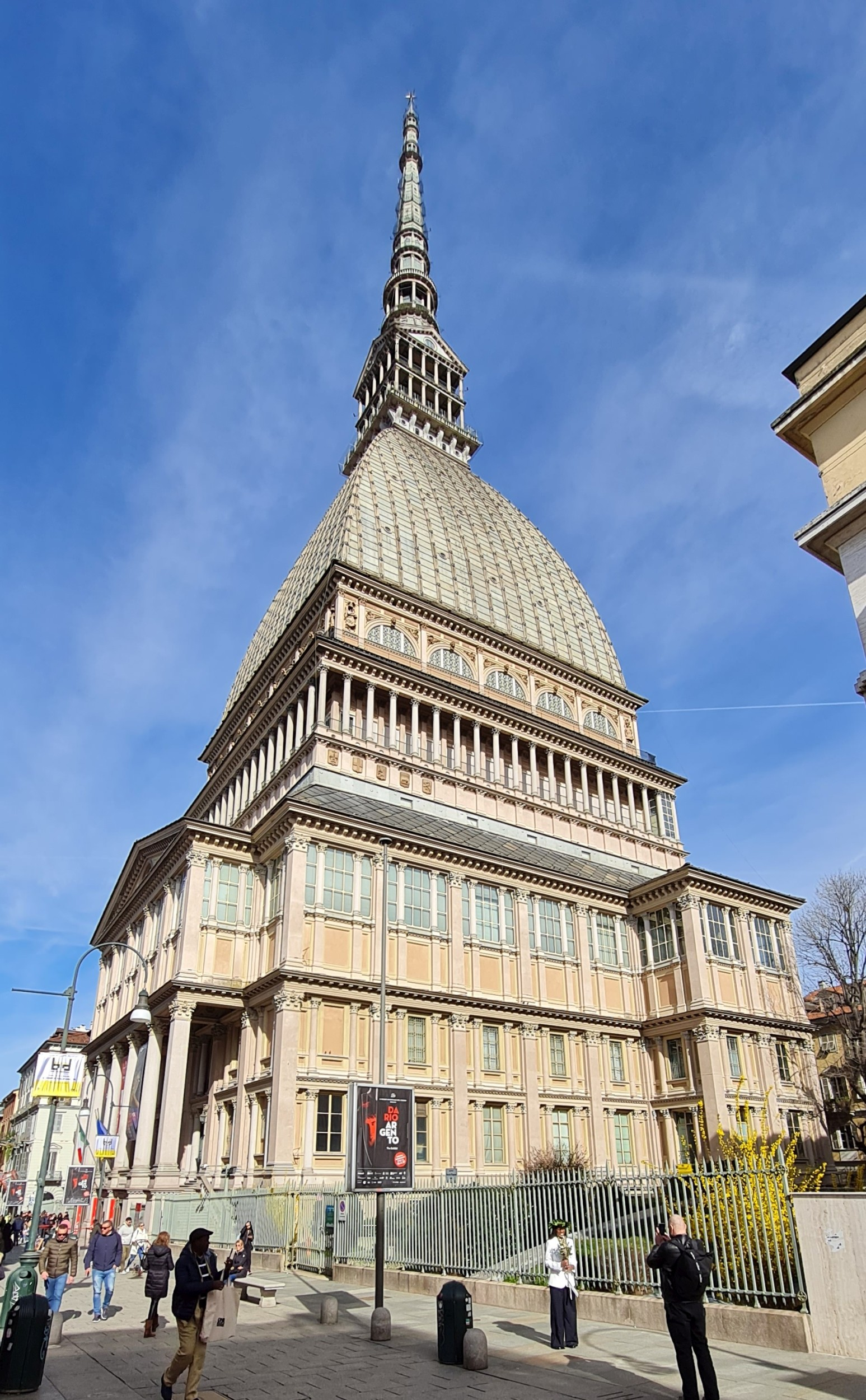
Mole Antonelliana
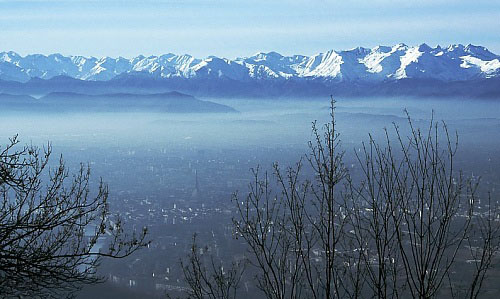
Turin med Alperna i förgrunden
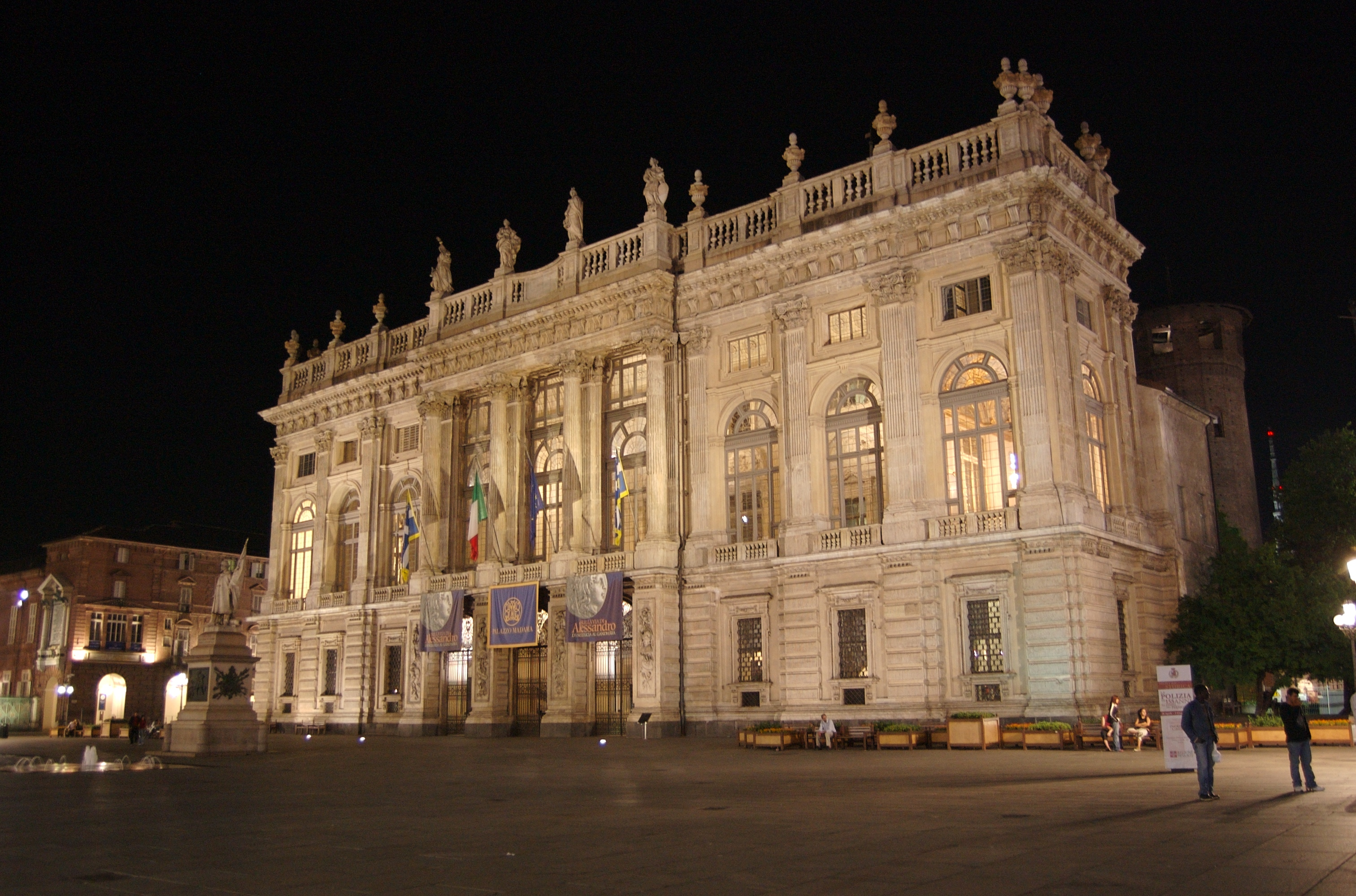
Palazzo Madama
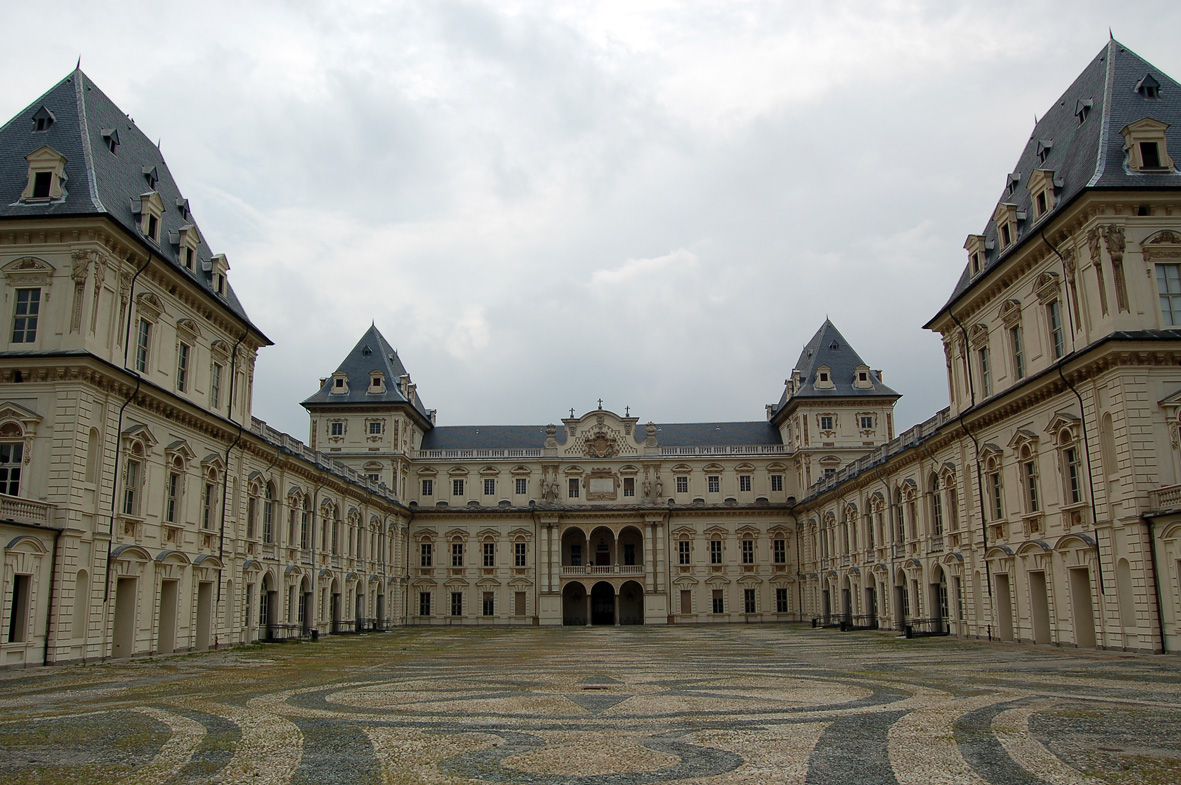
Castello del Valentino
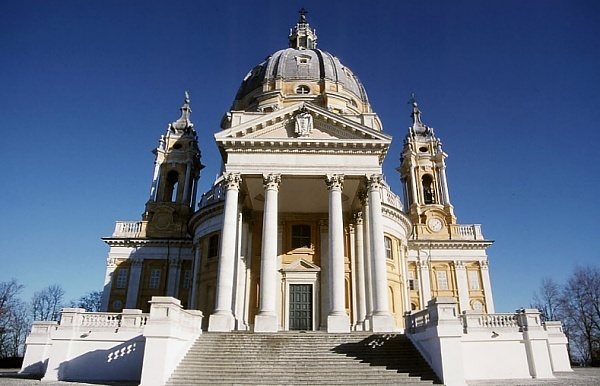
Basilica di Superga
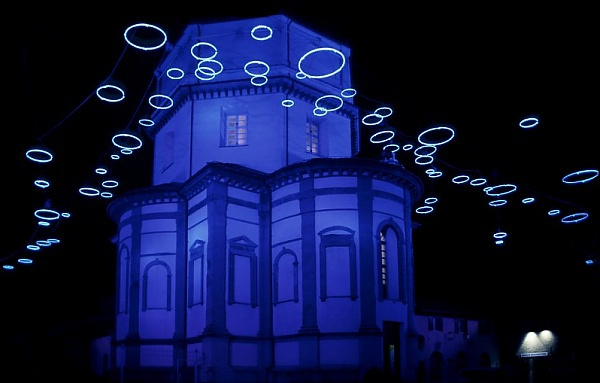
Illuminitation av Monte dei Cappuccini
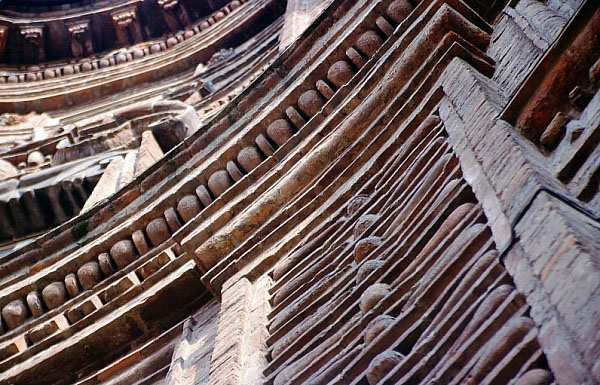
Palazzo Carignano

## Kända personer från Turin
- Giancarlo Judica Cordiglia – skådespelare och författare
- Rita Levi-Montalcini – nobelpristagare

## Internationella relationer
| - Chambéry, Frankrike - Köln, Tyskland - Esch-sur-Alzette, Luxemburg - Glasgow, Storbritannien - Liège, Belgien - Lille, Frankrike - Rotterdam, Nederländerna - Campo Grande, Brasilien | - Córdoba, Argentina - Detroit, USA - Gaza, Palestina - Haifa, Israel - Nagoya, Japan - Quetzaltenango, Guatemala - Shenyang, Kina |